# スキニー・パピー
スキニー・パピー (Skinny Puppy) は、カナダのインダストリアルグループ。ケヴィン・キーとニヴェック・オーガにより1982年に結成された。メンバーの変遷を経たのち、一度解散している（後述）が、2000年代に入り再結成、現在も活動している。
インダストリアル/エレクトロ・ミュージックを語る上で欠かせない存在として広くリスナーから支持されているが、オリジナルアルバムの邦盤は2004年のThe Greater Wrong of the Rightのみである。なお日本にはケヴィン・キーのみ2008年よりライブイベントにて頻繁に来日しており、スキニー・パピーとしての来日も待望されている。
近年、グァンタナモ米軍基地において、彼ら（及びメタリカやR.E.M.、エミネムなど）の楽曲を大音量で聴かせる拷問があった（基地で勤務していたファンからの報告による）として、アメリカ政府に対し66万6千ドル（いわゆる「獣の数字」に基づく）の賠償を訴えた。

## メンバー
- Nivek Ogre (1982-) (ニヴェック・オーガ / 本名 Kevin Ogilvie) - ボーカル

創設メンバーの一人。歌詞とボーカルはほとんどオーガが担当している。
サイドプロジェクトであるohGrのボーカルとしても活動している(後述)。
- cEvin Key (1982-) (ケヴィン・キー / 本名 Kevin Crompton) - ほとんどの楽器を担当

創設メンバーの一人。主に作曲、シンセ、ドラムなどを担当。
旧メンバー
- Dwayne Rudolph Goettel (1985-1995) (ドゥウェイン・ラドルフ・ゴッテル) - シンセサイザー、サンプラー

ビル・リーブと入れ替わりに加入したメンバー。作曲、シンセなどを担当。Mind: The Perpetual Intercourseにゲストアーティストとして参加、その後正式メンバーに。
1995年にヘロイン中毒により亡くなった。
- Bill Leeb (1984-1985) (ビル・リーブ / 本名 Wilhelm Anton Leeb) - シンセベース、ボーカル

ある一時期のみ在籍していたメンバー。Skinny Puppy在籍時はWilhelm Schroederという名前で活動していた。主にツアーメンバーだったため作曲には参加しなかったが、RemissionやBitesの一部の曲でシンセベースを担当している。後にフロント・ライン・アッセンブリーを立ち上げる。
- Dave Ogilvie (1984-1988) (デイヴ・オギルヴィ) - プロデューサー、エンジニア

1996年の解散までの、ほとんどの楽曲のプロデュース・エンジニアリングを手がけている。一時期は正式メンバー扱いだった。後にマリリン・マンソンやジャカロープといったバンドのプロデュースや、ナイン・インチ・ネイルズの楽曲のリミックス等で活躍する。
- William Morrison (ウィリアム・モリソン) - 映像ディレクター、ギター

ミュージックビデオ、ライヴのバッキング映像を担当。ツアーメンバーとしてギターで参加。ohGrにも同様に参加している。
ツアー・メンバー
- Justin Bennett (ジャスティン・ベネット) - ドラム

レコーディング・メンバー
- Mark Walk (マーク・ウォーク) (2003–) - ギター、ベース、シンセサイザー

ohGrのメンバー。プロデュース、エンジニアも務める。

## ディスコグラフィー
公式ディスコグラフィーはBrap: Back and Forth vol.3 & 4に収録された物がある。これにはBrap発売までの詳細なリリースが記録されている。
日本盤は2004年に日本クラウンよりリリースされたThe Greater Wrong of the Rightのみ。
基本的にはカナダ盤とUS盤が主だが、初期のカナダ盤は入手が比較的困難な状況である。
尚、発売年は最も早いフォーマットのリリースを基準にしている。

### アルバム
- Back and Forth (1984年)

スキニー・パピー名義でリリースされた最も古い音源。自主製作、自主販売のカセットのみ。
当初は50個限定でリリースする予定だったが最終的には35個のリリースで終わっている (後に残りの15個はブートレグとして出回ったとされている)。現在では非常に貴重なアイテムとなっている。
- Remission (1984年)

当初は全6曲のEPとして発売されたが、翌年に発売されたカセットでは未発表曲が追加されている。また、1987年には最初のCD化が行われるが、この際はBitesとのコンピレーションアルバムとして発売された。
その後1993年には、Bitesと共に旧カセット版に準拠した曲目で再CD化され、それぞれ単体の作品としてリリースされた。尚いくつかの楽曲はBitesと被っているが別バージョンである。
- Bites (1985年)

発売当時はフォーマットによって楽曲の違いが多々あり、特にカセットでは多数の未発表曲が追加されている。また、1987年には最初のCD化が行われるが、この際はRemissionとのコンピレーションアルバムとして発売された。
その後1993年には、Remissionと共に旧カセット版に準拠した曲目で再CD化され、それぞれ単体の作品としてリリースされた。
カセット及びCDにのみ収録されているThe Centre Bulletは、サイドプロジェクトであるThe Tear Garden(後述)の作品に、Edward Ka-Spelのヴォーカルを加えたバージョンが収録されている。
- Mind: The Perpetual Intercourse (1986年)

LP盤でのリリースは9曲で終わっている。CDの10曲目から13曲目は後にリリースされたシングル収録曲をボーナストラックとして追加したものである。
Dig ItはCD化の際12"mixバージョンに置き換えられている。
- Cleanse, Fold, and Manipulate (1987年)

アルバム全体が途切れずにループするようになっている (最終曲を締めくくるノイズがそのまま1曲目の冒頭に繋がる)。
本作から、ドゥウェイン・ゴッテルが正式メンバーとして参加している。
Draining Facesは後にブレア・ウィッチ・プロジェクトのサントラに使用された。
- VIVIsectVI (1988年)

LP盤でのリリースは9曲で終わっている。CDの10曲目から13曲目は後のリリースのシングル収録曲等をボーナストラックとして追加したものである。
本作でのみ、デイヴ・オギルヴィが4人目のメンバーとしてクレジットされている。
- Rabies (1989年)

ミニストリーのアル・ジュールゲンセンがプロデュースを務めた作品。CDではシングル収録曲をボーナストラックとして10曲目と11曲目に追加している。
1989年のリリースの時、ミキシングの際誤ってドルビーノイズリダクションを施してしまったために曲全体が平坦になってしまった。よって1993年にリマスター盤として再ミキシングされたものがリリースされた。
- Too Dark Park (1990年)

初期のリリースでは大きな一枚のカラー歌詞カードが折りたたんで封入されていたが、後のリリースでは白黒の冊子となった。
- Last Rights (1992年)

発売当初のUS盤は、CDの曲の位置が全体に39秒ずれているために無音状態が続いたり曲が途中で切れていたりした。このためすぐに回収され、再発された。
US盤とカナダ盤ではジャケットのタイトルのフォントが違っている。前者は単なる白文字であるのに対し、後者はデザイン文字で書かれている。
また、リリースする直前で10曲目のLeft Handshakeが版権問題により削除されている。そのため、10曲目の表記はあるがCDには収録されていない。この曲は後に限定販売された。
- The Process (1996年)

スキニー・パピーが解散した大きな原因の一つにドゥウェイン・ゴッテルの死去がある。
The Processに収録されている曲は1993年から1995年にかけて録音された音源であるが、一旦はリリースを取り止めている。
その後、先の事件をきっかけに彼の遺作としてリリースすることになった。
- The Greater Wrong of the Right (2004年)

スキニー・パピー復活後初のアルバム。初の日本でのリリースでもある。
- Mythmaker (2007年)
- hanDover  (2011年)
- Weapon   (2013年)

### シングル
- Dig It (1986年)

UK盤にのみFilmが収録されている(Bites収録のものと同じバージョン)。
- Chainsaw / Stairs and Flowers (1986年)

ChainsawをA面としたものと、Stairs and FlowersをA面としたものの2種がリリースされている。
前者のバージョンにのみCageが収録されている。
- Addiction (1987年)

リミックス及びエンジニアリングでエイドリアン・シャーウッドが参加している。
- Censor (1988年)

CensorとはVIVIsectVI収録のDogshitのことである。
Dogshitという名前には猥語が含まれており、店頭に並べることができないために曲名の変更をした。
- Testure (1989年)

通常盤の他に、B面の1曲をCageに置き換えたMiniCD盤がリリースされている。
タイトルは"Test"と"Torture"を組み合わせた造語である。
- Tin Omen (1989年)

先行シングルとしてRabiesより先にリリースされた。
タイトルは当時発生した天安門事件 (英語での綴りは"Tiananmen")を示唆している。
- Worlock (1990年)

3曲目に収録されているTin Omen 1はこのシングルのために新たに録音されたバージョンである（リミックスではない）。
- Tormentor (1990年)
- Spasmolytic (1991年)

CDリリースには隠しトラックが5曲目にあるが、初期のUS盤にはなぜか含まれていない。
- Inquisition (1992年)

Last Rightsと同様にUS盤とカナダ盤ではジャケットのタイトルのフォントが違っている。
- Track 10 (2000年)

Last Rightsにて削除されたLeft Handshakeのみを収録した1000枚限定生産のシングル。2000年に行われたDoomsday Festivalにて販売されたほか、Subconscious Communicationsにてサイン入りが400枚ほど販売された。
- Puppy Gristle (2002年)

1993年にスロッビング・グリッスルの主宰ジェネシス・Ｐ・オリッジと共に録音された、40分以上に及ぶ1曲のみを収録したシングル。
Subconscious Communicationsにて1000枚限定販売された。一部はサインとナンバリングがされている。現在はデジパック仕様にて再発されている。

### Back and Forthシリーズ、公式ライブ音源
スキニー・パピーは定期的にBack and ForthシリーズというコンピレーションCDをリリースしている。これは過去のライブ音源やアルバム未収録の曲、スタジオでお蔵入りになった音源等をまとめて収録しているものである。
- Back And Forth (1984年)
- Ain't It Dead Yet? (1991年)

1987年のツアーにて録音された音源。1989年にVHSにて映像もリリースされていて、その後2001年にはDVD化もされている。
- Back And Forth series 2 (1992年)

1984年のBack And Forthに当時のライブ音源や未発表曲、デモ等を加えてリリースされた。
Nettwerk社の通販にて1000枚限定生産の缶に入ったものも販売された。先着194枚はサイン入り。
- Brap: Back and Forth vol. 3 & 4 (1996年)

デジパック仕様の2枚組。当初はヨーロッパ盤のみのリリースで、Last Rightsにて削除されたLeft Handshakeの別バージョンが収録されていた。
すぐに北米にてリリースされたが、Left Handshakeは再び削除された。しかし代わりにパソコンに入れると特典を見ることができる仕様に変更された。その後ヨーロッパ盤は北米と同じ仕様になる。
- Doomsday: Back and Forth vol. 5 live in Dresden (2001年)

2000年にドイツのドレスデンで開催されたドゥームズデイ・フェスティバル (Doomsday Festival) にて録音された音源。いくつかの楽曲は演奏されたが収録はされなかった。しかし後のBack and Forth Sixにて収録されることとなる。
- Back and Forth Six (2003年)

ドゥームズデイの未収録ライブ音源ほか、過去のサイドプロジェクトの音源等が収録されている。
Subconscious Communicationsにて1500枚限定販売された。現在はデジパック仕様にて再発されている。
- Back and Forth vol. 7 (2007年)

Last Rights～The Processの間の空白の数年間の間に録音された音源を中心に未発表曲が多数収録されている。
Subconscious Communicationsにて1000枚限定で販売されている。
- Bootlegged, Broke, and In Solvent Seas (2012年)

### コンピレーションCD
- Bites and Remission (1987年)

カセットやLPより遅いリリースだったCD版。当時は二つのアルバムをまとめていたが、後に別々のリリースとなる。
- Remission & Bites (1987年)

Bites and Remissionのヨーロッパ盤。収録曲とジャケットが異なる。
- 12" Anthology (1989年)

初期シングル収録の曲を中心に構成されている。
- Remix Dys Temper (1998年)

KMFDMやフロント・ライン・アッセンブリーといったインダストリアル方面のアーティスト達がリミックスを手がけた曲を収録している。
- The Singles Collect (1999年)

シングルカットされた曲を中心に構成されている。リマスターが施されている。
- The B-Sides Collect (1999年)

タイトル通り、シングルのB面曲を中心に構成されている。The Singles Collect同様にリマスターが施されている。

### ビデオ
- Ain't It Dead Yet? (1989年)

1987年のツアーにて録音された音源。1991年にCD化、2001年にDVD化されている。
- Video Collection (1996年)

1984年から1992年にかけてのプロモーションビデオ集。2001年にDVD化された。
ただし版権の問題によりWorlockに関しては収録されていない。
- The Greater Wrong of the Right (2005年)

2004年の復活ツアーにて撮影された映像。2枚組のDVDのリリースのみ。ツアーメンバーの一人（ギター担当）であるウィリアム・モリソンが編集、監修を行っている。
特典としてLast RightsツアーとToo Dark Parkツアーの映像を一部収録している他、1988年のヨーロッパツアーの舞台裏や、ツアー中のメンバーを撮影した映像も収録されている。このヨーロッパツアーの映像はOgreが編集を手がけている。

## サイドプロジェクト
スキニー・パピーのメンバーによるサイドプロジェクトが多数存在する。これらのグループは、一時的なものから近年まで活動を続けているものまで様々である。以下に代表的なものをいくつか記す。
- cEvin Key (1998年-)

cEvin Keyのソロ活動。
- Cyberaktif (1990年-1991年)

cEvin Key、Dwayne Goettel、Bill Leebによるプロジェクト。アルバムTenebrae Visionにはアインシュテュルツェンデ・ノイバウテンのヴォーカリストであるブリクサ・バーゲルト(Blixa Bargeld)がゲストボーカルとして参加している。リリースはシカゴのWax Trax!から行われた。
- Doubting Thomas (1991年)

cEvin Key、Dwayne Goettelによるプロジェクト。アルバムThe Infidelは、VIVIsectVIレコーディング時のアウトテイクを元に製作された。こちらの作品もリリースはWax Trax!からである(後にSubconscious Communicationsよりボーナストラックを加えて再発)。
- Download (1994年-)

cEvin Key、Dwayne Goettel、Mark Spybey、Phil Westernによるプロジェクト。アルバムFurnaceとThe Eyes of Stanley Painでは、ジェネシス・Ｐ・オリッジがゲストボーカルとして参加している。この2枚のアルバムを含む初期の作品は、バンダイより日本盤も発売されていた。Dwayne Goettelが亡くなった後も、現在までコンスタントに活動を続けている。
- Hilt (1989年-1991年)

cEvin Key、Dwayne Goettel、Alan Nelsonによるプロジェクト。Hilt以前にはThe Fluというバンド名で活動していた。スキニー・パピーのサイドプロジェクトの中では比較的ロック色が強く、曲によってはハードコア・パンク的な要素もみられる。一部の作品でクレジットされている"Green Guy"は、Too Dark Parkや後述のThe Tear Gardenにも参加している。
- ohGr (2001年-)

Nivek Ogre、Mark Walkによるプロジェクト。本家スキニー・パピーよりもエレポップ寄りのサウンドが特徴。Mark Walkは再結成後のスキニー・パピーにも参加している。
- platEAU (1997年-)

cEvin Key、Phil Westernによるプロジェクト。
- Rx (1998年)

Nivek Ogre、Martin Atkinsによるプロジェクト。リリースはMartin Atkinsの運営するInvisible Recordsから行われた。
- The Tear Garden (1985年-)

cEvin Key、Edward Ka-Spelによるプロジェクト。アルバムThe Last Man To Fly以降は、Ka-Spelがヴォーカルを務めるThe Legendary Pink Dotsのメンバーも加えたバンド体制での録音となり、60-70年代のサイケデリック・ロックを思わせる音楽性へと接近している。
この他、Nivek OgreはヴォーカリストとしてMinistry（ツアーのみ）、Revolting Cocks、Pigface、KMFDMなどに参加している。